# からす組
『からす組』（からすぐみ）は、1929年（昭和4年）に発表された大佛次郎による日本の小説であり、同作を原作とし、1930年（昭和5年）に阪東妻三郎プロダクションが製作し、犬塚稔が監督した日本のサイレント映画の剣戟映画である。

## 略歴・概要
小説の初出は、1929年（昭和4年）1月30日の『國民新聞』夕刊であり、同紙での連載は同年末の12月20日までの全295回で、全篇にわたって長谷川路可が挿絵を描き、同年改造社から上梓された単行本は、挿絵のほか装丁も長谷川路可が手がけた。
映画『からす組』は、阪東妻三郎率いる阪東妻三郎プロダクションが製作し、配給提携先の松竹キネマ（現在の松竹）が配給して1930年（昭和5年）5月9日に前篇、同年6月13日に後篇が東京・浅草公園六区の帝国館等で公開された。
本作の上映用プリントは、現在、東京国立近代美術館フィルムセンターには所蔵されておらず、マツダ映画社はそのリストに本作の題名が見当たらない。現時点では、鑑賞することの不可能な作品である。

## 映画
『からす組』（からすぐみ）は、1930年（昭和5年）、阪東妻三郎プロダクション太秦撮影所製作による日本のサイレント映画である。

### スタッフ・作品データ
- 監督・脚色 : 犬塚稔
- 原作 : 大佛次郎
- 撮影 : 前篇 吉田英男 / 後篇 片岡清

- 製作 : 阪東妻三郎プロダクション太秦撮影所
- 上映時間（巻数 / メートル） : 前篇 100分[5]（9巻 / 2,743メートル） / 後篇 111分[5]（10巻 / 3,048メートル）
- フォーマット : 白黒映画 - スタンダードサイズ（1.37:1） - サイレント映画
- 公開日 :  日本 前篇 1930年5月9日 / 後篇 1930年6月13日
- 配給 :  松竹キネマ
- 初回興行 : 浅草・帝国館

### キャスト
- 阪東妻三郎 - 細谷十太夫
- 春路謙作 - 箕作瀧十郎、榊文五郎（二役）
- 森静子 - 妻りえ
- 岡二郎 - 弟数馬
- 一條務 - 父一閑
- 岡田喜久也 - 玉蟲三太夫
- 浪野光夫 - 若生文十郎
- 中村琴之助 - 肴屋今助
- 志賀靖郎 - 世良脩蔵
- 春日清 - 千田堅物
- 宇野健之助 - 金右衛門
- 中村吉松 - 尾形勇作
- 音地竹子 - お兼
- 中村政太郎 - 但木土佐

## 関連事項
- 黄門と弥次喜多 からす組異変 - 原作無関係
- 疾風からす組 - 原作無関係

## 註
1. 1 2  時代小説初出年表、大佛次郎研究会、2010年3月11日閲覧。
2. 1 2 3  からす組 前篇 / からす組 後篇、日本映画データベース、2010年3月11日閲覧。
3. ↑  所蔵映画フィルム検索システム、東京国立近代美術館フィルムセンター、2010年3月11日閲覧。
4. ↑  主な所蔵リスト 劇映画＝邦画篇、マツダ映画社、2010年3月11日閲覧。
5. 1 2  Film Calculator換算結果、コダック、2010年3月11日閲覧。